# Моженко, Филипп Устинович
Филипп Устинович Моженко (1911—1986) — капитан Советской Армии, участник Великой Отечественной войны, Герой Советского Союза (1945).

## Биография
Филипп Моженко родился 5 сентября 1911 года в селе Григорьевка (ныне — в черте Донецка). После окончания семи классов школы работал на шахте. В 1933—1936 годах проходил службу в Рабоче-крестьянской Красной Армии. В 1941 году Моженко повторно был призван в армию. С того же года — на фронтах Великой Отечественной войны. В 1942 году Моженко окончил курсы «Выстрел». К декабрю 1944 года капитан Филипп Моженко командовал батальоном 1077-го стрелкового полка 316-й стрелковой дивизии 46-й армии 2-го Украинского фронта. Отличился во время освобождения Венгрии.
В ночь с 4 на 5 декабря 1944 года Моженко переправился через Дунай в районе села Тёкёль в 15 километрах к югу от Будапешта. Подняв своих бойцов в атаку, он к утру захватил плацдарм длиной 2 километра в глубину и около 3 километров по фронту, после чего в течение дня удерживал его до подхода основных сил, отразив 16 вражеских контратак.
Указом Президиума Верховного Совета СССР от 24 марта 1945 года капитан Филипп Моженко был удостоен высокого звания Героя Советского Союза с вручением ордена Ленина и медали «Золотая Звезда».
В 1947 году Моженко был уволен в запас. Вернулся в Донецк, работал в органах МВД СССР. Скончался 12 октября 1986 года.
Был также награждён орденами Красного Знамени, Богдана Хмельницкого 3-й степени, Александра Невского, Отечественной войны 1-й и 2-й степеней, рядом медалей.